# Hugo Calderano
Hugo Calderano (Rio de Janeiro, 22 juni 1996) is een Braziliaans tafeltennisser. Sinds 2014 is hij bij de Duitse club TTC Liebherr Ochsenhausen actief. Hij speelt rechtshandig en maakt gebruik van de Europese shakehand-stijl. Calderano nam deel aan de Olympische Spelen in 2016. Hij is drievoudig Latijns-Amerikaans kampioen en tweevoudig kampioen op de Pan-Amerikaanse Spelen. Calderano wordt beschouwd als beste tafeltennisser van Brazilië.
Calderano won brons op de Olympische Spelen (jeugd) enkelspel in 2014.
Op 22 juni 2025 veroverde Hugo Calderano de titel op het WTT Star Contender Ljubljana voor de tweede keer op rij, door Felix Lebrun met 4 sets tegen 2 te verslaan in de finale. De overwinning bevestigde zijn status als een van de belangrijkste tafeltennisspelers ter wereld en markeerde opnieuw een groot succes in zijn carrière. De competitie, gehouden in Slovenië, werd gespeeld in zes sets, waarin Calderano een uitstekende emotionele controle en superieure technische vaardigheden liet zien, waarmee hij uitdagingen overwonn en de leiding behield tijdens de beslissende puntwisselingen. Met deze overwinning werd de Braziliaan voor de tweede keer kampioen van het toernooi, wat zijn opvallende positie in de internationale tafeltenniscircuit versterkte en zijn lijst van belangrijke titels verder uitbreidde. 

## Erelijst
- Winnaar Pan-Amerikaanse Spelen enkelspel (2x)
- Winnaar Latijns-Amerikaans kampioenschap enkelspel (2x)
- Winnaar Pan-Amerika Cup enkelspel (1x)
- Winnaar Latijns-Amerika Cup enkelspel (1x)
- Kwartfinale wereldkampioenschap landenteams 2018

Enkelspel:
- Winnaar Brazilië Open 2017
- Zilveren medaille Qatar Open 2018
- Bronzen medaille Hongarije Open 2018
- Ziveren medaille Oostenrijk Open 2016
- Gouden medaille Brazilië Open 2013

Dubbelspel:
- Zilveren medaille Latijns-Amerikaans kampioenschap 2014
- Gouden medaille Zweden Open 2016